# Saint-Cyr Girier
Cyr Jean-Aimé Girier, dit Saint-Cyr Girier (1837-1911), est un peintre français de paysages de la Dombes et de la Bresse.

## Biographie
Le fils de Pierre François Girier prénommé Cyr Jean Aimé est né à Lyon le 19 mars 1837. Sa formation lui vient de son père, de profession déclarée à sa naissance de rentier mais collectionneur de gravures qui lui a donné le goût du dessin. Comme son père meurt avant de voir les premières œuvres de son fils, il hérite encore jeune de la maison familiale de La Verpillère (Isère) où il peint toute sa vie.
A l'occasion de l'exposition à Lyon de son premier tableau Chemin creux sous bois, il rencontre Fleury Chenu, peintre lyonnais avec qui il se lie d'amitié. A Crémieu, commune voisine de La Verpillère, il reçoit en 1860 le conseil d'un autre peintre Louis Carrand qui l'incite à réaliser également des dessins. Une autre rencontre marque sa carrière, celle de Jean Seignemartin en Algérie, d'où il ramènera quelques tableaux comme Les remparts de Sidi Abd-der-Ramane ou Intérieur de mosquée à Constantine.
Il tire de la campagne avoisinante de la Dombes le sujet principal de ses tableaux composé de chênes de bouleaux et d'étangs. Un de ses tableaux s'intitule d'ailleurs Les bouleaux à Marlieu.
Il participe à de nombreuses expositions à Lyon et à Paris. Il dessine aussi au fusain un tableau Les marais de Chozeaux qu'il expose à Lyon en 1863. Il est désigné membre du jury de l'Exposition universelle qui se tient à Lyon en 1873 au cours de laquelle il reçoit une médaille de 3e classe. En 1886 la Société des amis des arts de Lyon lui décerne une médaille de 2e classe. En 1889, il reçoit la médaille régionale du Salon décernée par la Société Lyonnaise des Beaux-Arts, successeur de la Société des amis des arts.
Il meurt à Caluire-et-Cuire le 3 juillet 1911.

## Galerie

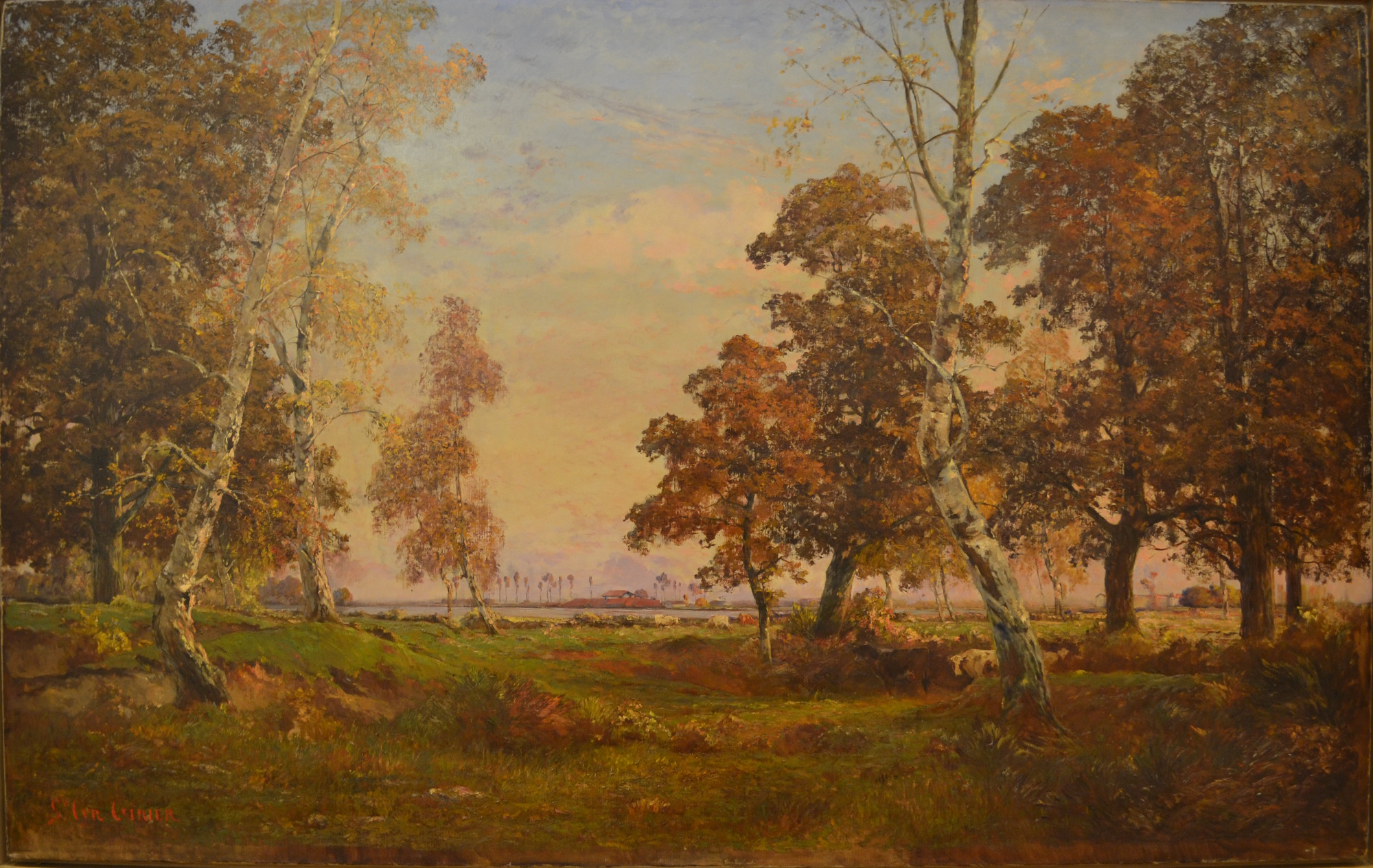
Paysage de la Dombes à l'automne
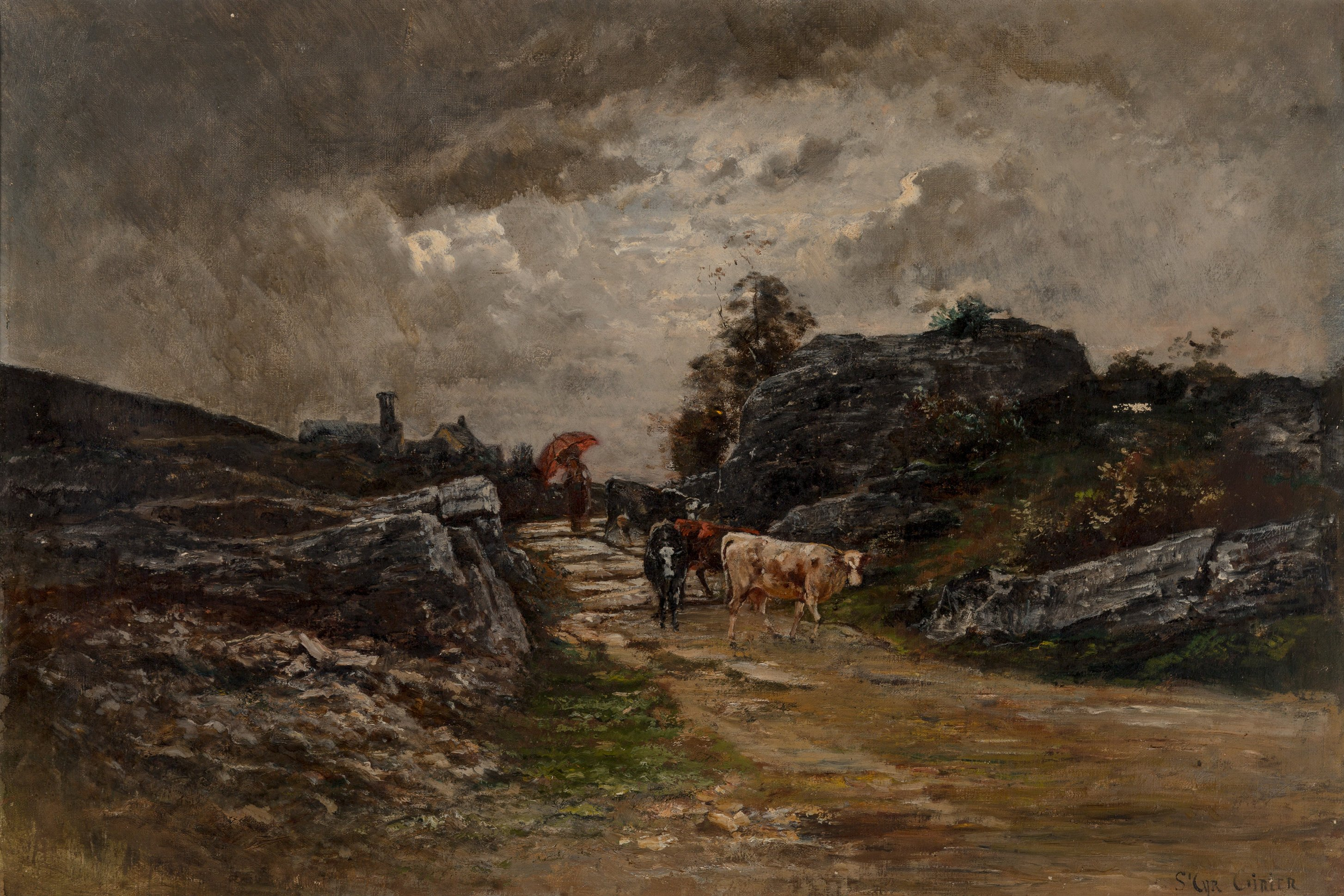
Vaches dans un paysage
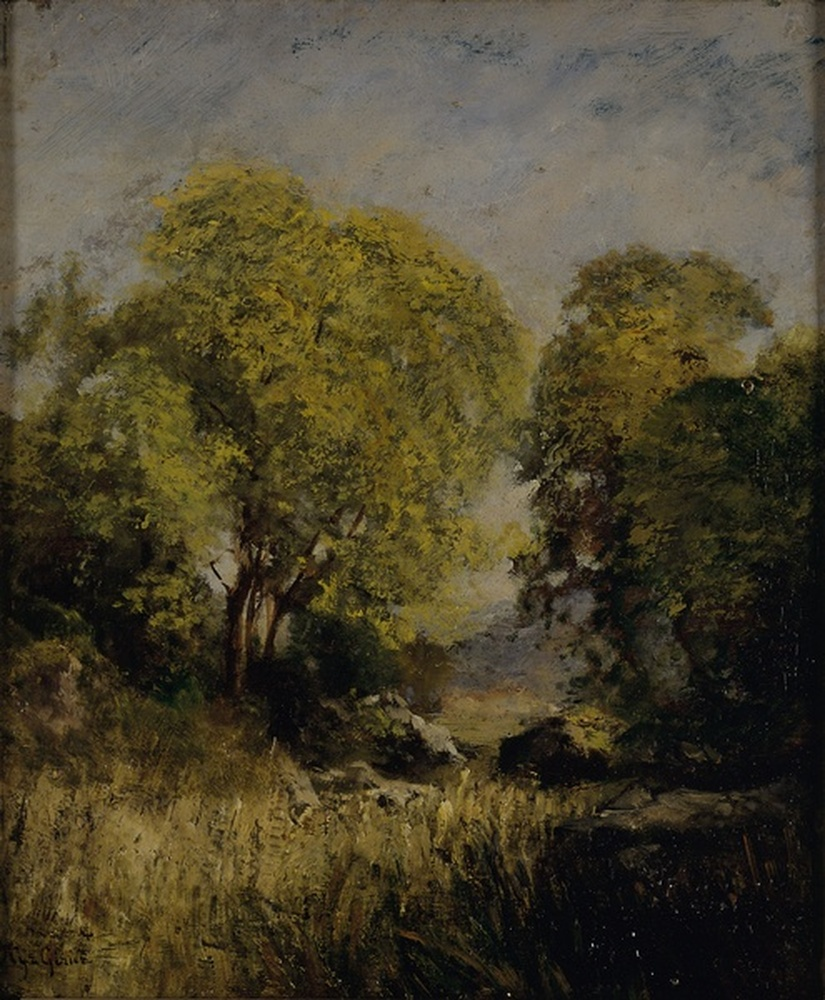
Après l'orage à Saint-Paul-de-Varax
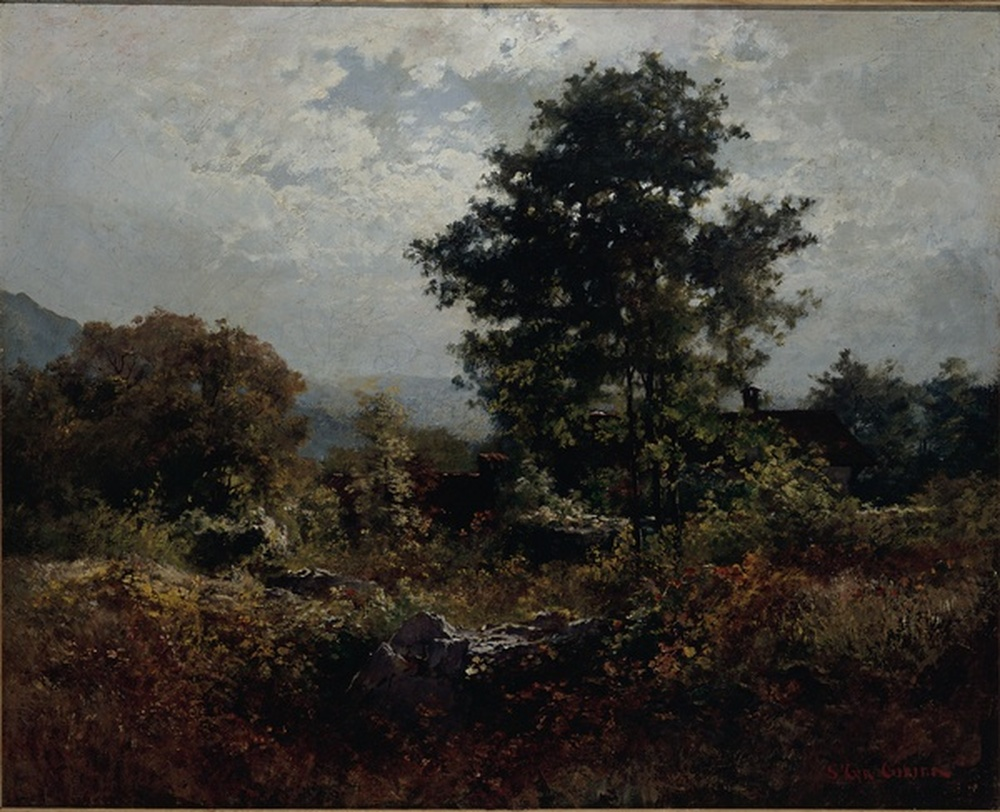
Paysage